# Лобос Убилья, Карлос Альберто
Ка́рлос Альбе́рто Ло́бос Уби́лья (исп. Carlos Alberto Lobos Ubilla; 21 февраля 1997, Сантьяго, Чили) — чилийский футболист, полузащитник клуба «Универсидад Католика».

## Клубная карьера

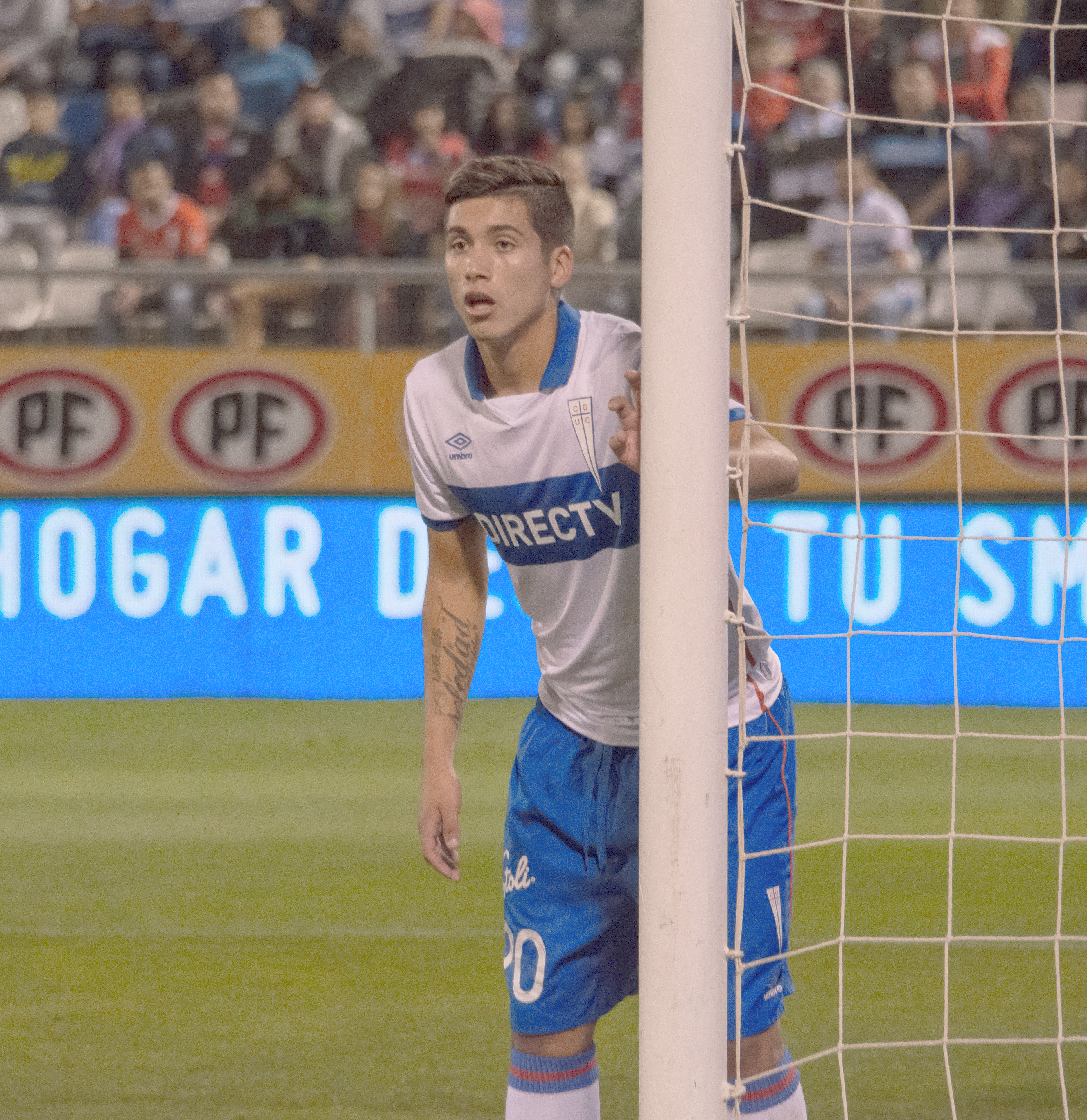
Лобос в составе «Универсидад Католика»

Лобос — воспитанник клуба «Универсидад Католика». 6 декабря 2014 года в матче против «Универсидад де Консепсьон» он дебютировал в чилийской Примере. 24 августа 2015 года в поединке против «Универсидад де Консепсьон» Карлос забил свой первый гол за «Универсидад Католика». В 2016 году он помог команде дважды выиграть чемпионат.

## Международная карьера
В 2013 году в составе юношеской сборной Чили Лобос принял участие в юношеском чемпионате Южной Америки в Аргентине. На турнире он сыграл в матче против команды Перу.
В 2017 года Лобос в составе молодёжной сборной Чили принял участие в молодёжном чемпионате Южной Америки в Эквадоре. На турнире он сыграл в матчах против команд Эквадора и Бразилии.

## Достижения
Командные
 «Универсидад Католика»
- Чемпионат Чили по футболу — Апертура 2016
- Чемпионат Чили по футболу — Клаусура 2016
- Обладатель Суперкубка Чили — 2016